# 拉德米拉·萨维奇
拉德米拉·萨维奇（1961年6月18日—），塞尔维亚女子手球运动员。她曾代表南斯拉夫国家队参加1980年夏季奥林匹克运动会手球比赛，获得一枚银牌。